# عبد الحليم نور الدين
عبد الحليم نور الدين (1 يوليو 1943 - 16 نوفمبر 2016) هو عالم آثار وعالم مصريات مصري

## حياته ونشأته
وُلد محمد عبد الحليم أحمد نور الدين في الأول من يوليو عام 1943 في قرية الرملة في مركز بنها بمحافظة القليوبية، حصل على ليسانس الآثار المصرية القديمة بتقدير عام جيد جدًا مع مرتبة الشرف في قسم الآثار المصرية القديمة في كلية الآداب جامعة القاهرة في عام 1963. ثم حصل على درجة الماجستير في نفس الجامعة في عام 1966،  ثم سافر للحصول على درجة الدكتوراه في الآثار المصرية القديمة في جامعة لايدن الهولندية في عام 1974 متخصصًا في أحد خطوط اللغة المصرية القديمة الصعبة، وهو الخط الديموطيقي (الخط الشعبي). ثم حصل على زمالة الآثار من جامعة كامبريدج البريطانية في عام 1980.

## مسيرته
- بدأ حياته الأكاديمية معيدًا بقسم الآثار المصرية القديمة في كلية الآداب بجامعة القاهرة فور تخرجه فيها في عام 1963. وصار مدرسًا بكلية الآثار بجامعة القاهرة في عام 1974 عقب حصوله على درجة الدكتوراه وعودته من بعثته في هولندا.

- عمل كأستاذ زائر في معهد البردي في جامعة ليدن الهولندية عام 1979.
- أصبح أستاذًا مساعدًا في قسم الآثار المصرية بكلية الآثار في جامعة القاهرةعام 1980
- عمل رئيسًا لقسم الآثار بكلية الآداب بجامعة صنعاء في اليمن خلال الفترة من عام 1982 إلى 1986.
- أصبح أستاذًا بقسم الآثار المصرية بكلية الآثار في جامعة القاهرة عام 1986.
- وكيلًا لكلية الآثار بجامعة القاهرة في الفترة من 1988 إلى 1993.
- رئيسًا لقسم الآثار المصرية من عام 1996 إلى 2002 بالكلية نفسها.
- عميدًا لكلية الآثار جامعة القاهرة فرع الفيوم في الفترة من 2000 إلى 2005. و
- كان آخر منصب أكاديمي وإداري يشغله عمادة كلية الآثار والإرشاد السياحي بجامعة مصر للعلوم والتكنولوجيا، فضلًا عن كونه أستاذًا غير متفرغ بكلية الآثار في جامعة القاهرة.

- نور الدين رئيساً لمصلحة الآثار المصرية، وايضاً كان له دوراً هاماً لاستعادة آثار مصر المسروقة لخارج البلاد.

### حياته العملية
وفي الناحية العملية، شغل عددًا كبيرًا من المناصب التنفيذية المهمة في مصر وخارجها مثل رئاسة وتأسيس قسم الآثار بجامعة صنعاء ومتحف الآثار بنفس الجامعة، ورئاسة قطاع المتاحف ورئاسة هيئة الآثار المصرية بالإنابة في عام 1988، ثم رئاسة هيئة الآثار المصرية والأمانة العامة للمجلس الأعلى للآثار المصري في الفترة من 1993 إلى 1996 ليكون بذلك آخر رئيس لهيئة الآثار المصرية وأول أمين عام للمجلس الأعلى للآثار المصري. ورأس اللجنة الوطنية للمتاحف المصرية، واللجنة الوطنية للحفاظ على التراث الثقافي، والمنظمة العربية للمتاحف، وكان أول رئيس لها في الفترة من 1995 إلى 2001، وكان عضوًا باللجنة الاستشارية للمجلس الدولي للمتاحف (أيكوم)، وعضواً بالمجلس التنفيذي به، ومديراً لمركز الخطوط بمكتبة الإسكندرية.

### العمل الميداني
وفي مجال الأعمال الميدانية والمسح الأثري والحفائر الأثرية، كشف عن عدد من المومياوات اليمنية القديمة في مقابر صخرية بمنطقة "شبام الغراس"، بجنوب شرق صنعاء باليمن، وأجرى دراسات ميدانية ومسحًا أثريًا لبعض المواقع الأثرية القديمة في اليمن مع المساهمة في إعداد وتطوير متاحف اليمن، ورأس بعثة الحفائر المشتركة بين جامعة القاهرة وجامعة مينونيخ الألمانية في منطقة تونة الجبل في محافظة المنيا في مصر الوسطى.
وكان عضوًا في الجمعية التاريخية المصرية، ومجلس إدارة بحوث البردي بجامعة عين شمس، ومعهد البردي بجامعة ليدن، والمؤتمر الدولي للآثار المصرية بباريس، والمجمع العلمي المصري، والمجلس الأعلى للثقافة المصري، وجمعية الآثار المصرية بلندن، المؤتمر الدولي لعلم البردي ببروكسل، والجمعية الدولية لعلماء المصريات، وكان رئيس اللجنة المصرية لإنشاء المتحف المصري الكبير، ورئيس مؤتمر الدراسات الديموطيقية، ورئيس لجنة اليونسكو للحفاظ على هضبة الأهرام بالجيزة، وعضوًا بمجلس إدارة المعهد الآثار الألماني، وغيرها الكثير.
وأشرف وناقش عددًا كبيرًا من رسائل الماجستير والدكتوراه في كليات الآثار والسياحة والفنادق والفنون الجميلة والفنون التطبيقية والتربية وأقسام الآثار والتاريخ القديم والإرشاد السياحي بالجامعات المصرية والعربية والأجنبية ويزيد عددها عن 350 رسالة. وتتملذ على يديه عدد كبير من علماء الآثار والآثاريين وأساتذة الجامعات والمرشدين السياحيين وطلبة الآثار والتاريخ والفنون الجميلة والفنون التطبيقية والتربية وغيرها في كل مراحل التعليم الجامعية وصولًا إلى درجة الأستاذية